# Isle-Aubigny
Pour les articles homonymes, voir Isle et Aubigny.
Isle-Aubigny est une commune française, située dans le département de l'Aube en région Grand Est.

## Géographie
| Lhuître    |              | Dampierre         |
| Vinets     | Isle-Aubigny | Vaucogne Ramerupt |
| Vaupoisson | Ortillon     | Chaudrey          |

### Toponymie
Le nom d'Aubigny vient de la gentilité Albinius auquel fut ajouté le suffixe iacus. Au cadastre de 1837 se trouvait le gué de la Croix, l' Ecu, le Haut-Chemin, la Houssière, les Noues, la Liberté, Riffard, Sainte-Tanche.
Le nom de l' Isle apparaît en 859 dans un écrit de Charles le Chauve Insula cum abbatiola in honore sancti Stephani.... Au cadastre de 1837 se trouvait : Chitry, les Effeuillés, la Folie-Godot, Meudon, Valmoy, les Champs-de-Romaine.

### Hydrographie
La commune est dans la région hydrographique « la Seine de sa source au confluent de l'Oise (exclu) » au sein du bassin Seine-Normandie. Elle est drainée par l'Aube, le Puits et l'Huitrelle,.
L'Aube, d'une longueur de 249 km, prend sa source dans la commune d'Auberive et se jette  dans la Seine à Marcilly-sur-Seine, après avoir traversé 82 communes.
Le Puits, d'une longueur de 33 km, prend sa source dans la commune de Sompuis et se jette  dans l'Aube à Ortillon, après avoir traversé onze communes.
L'Huitrelle, d'une longueur de 23 km, prend sa source dans la commune de Mailly-le-Camp et se jette  dans l'Aube à Vinets, après avoir traversé huit communes.

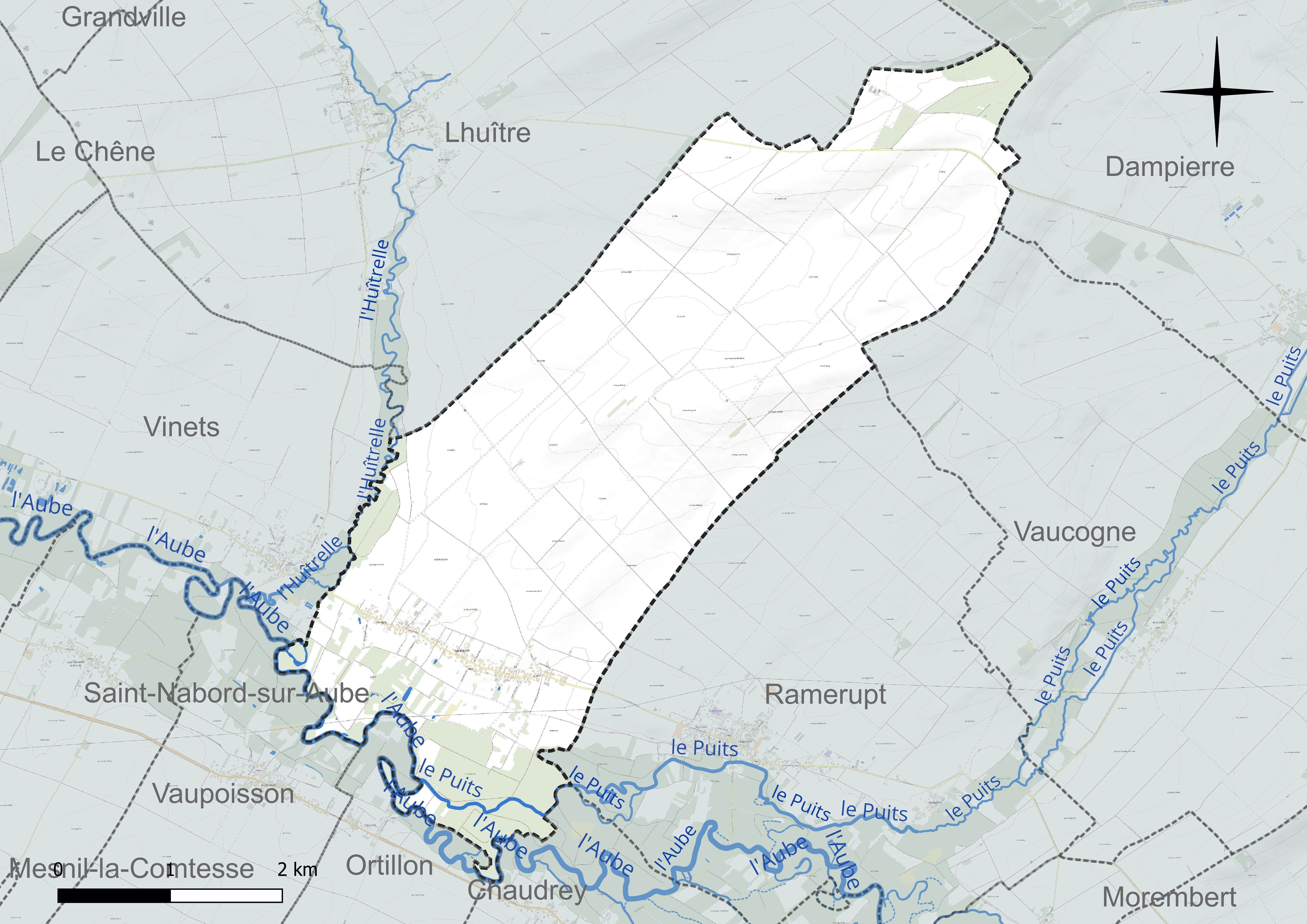
Réseau hydrographique d'Isle-Aubigny.

### Climat
Pour des articles plus généraux, voir Climat du Grand Est et Climat de l'Aube.
En 2010, le climat de la commune est de type climat océanique dégradé des plaines du Centre et du Nord, selon une étude du Centre national de la recherche scientifique s'appuyant sur une série de données couvrant la période 1971-2000. En 2020, Météo-France publie une typologie des climats de la France métropolitaine dans laquelle la commune est exposée à un climat océanique altéré et est dans la région climatique Nord-est du bassin Parisien, caractérisée par un ensoleillement médiocre, une pluviométrie moyenne régulièrement répartie au cours de l’année et un hiver froid (3 °C).
Pour la période 1971-2000, la température annuelle moyenne est de 10,4 °C, avec une amplitude thermique annuelle de 15,8 °C. Le cumul annuel moyen de précipitations est de 695 mm, avec 11,5 jours de précipitations en janvier et 7,8 jours en juillet. Pour la période 1991-2020, la température moyenne annuelle observée sur la station météorologique de Météo-France la plus proche, « Dosnon », sur la commune de Dosnon à 10 km à vol d'oiseau, est de 11,0 °C et le cumul annuel moyen de précipitations est de 698,3 mm. 
La température maximale relevée sur cette station est de 41,6 °C, atteinte le 25 juillet 2019 ; la température minimale est de −25,8 °C, atteinte le 14 février 1956,,.
Les paramètres climatiques de la commune ont été estimés pour le milieu du siècle (2041-2070) selon différents scénarios d'émission de gaz à effet de serre à partir des nouvelles projections climatiques de référence DRIAS-2020. Ils sont consultables sur un site dédié publié par Météo-France en novembre 2022.

## Urbanisme

### Typologie
Au 1er janvier 2024, Isle-Aubigny est catégorisée commune rurale à habitat dispersé, selon la nouvelle grille communale de densité à 7 niveaux définie par l'Insee en 2022.
Elle est située hors unité urbaine et hors attraction des villes,.

### Occupation des sols
L'occupation des sols de la commune, telle qu'elle ressort de la base de données européenne d’occupation biophysique des sols Corine Land Cover (CLC), est marquée par l'importance des territoires agricoles (86,9 % en 2018), une proportion sensiblement équivalente à celle de 1990 (86,4 %). La répartition détaillée en 2018 est la suivante : 
terres arables (82,3 %), forêts (11,2 %), zones agricoles hétérogènes (4,7 %), zones urbanisées (1,9 %). L'évolution de l’occupation des sols de la commune et de ses infrastructures peut être observée sur les différentes représentations cartographiques du territoire : la carte de Cassini (XVIIIe siècle), la carte d'état-major (1820-1866) et les cartes ou photos aériennes de l'IGN pour la période actuelle (1950 à aujourd'hui).

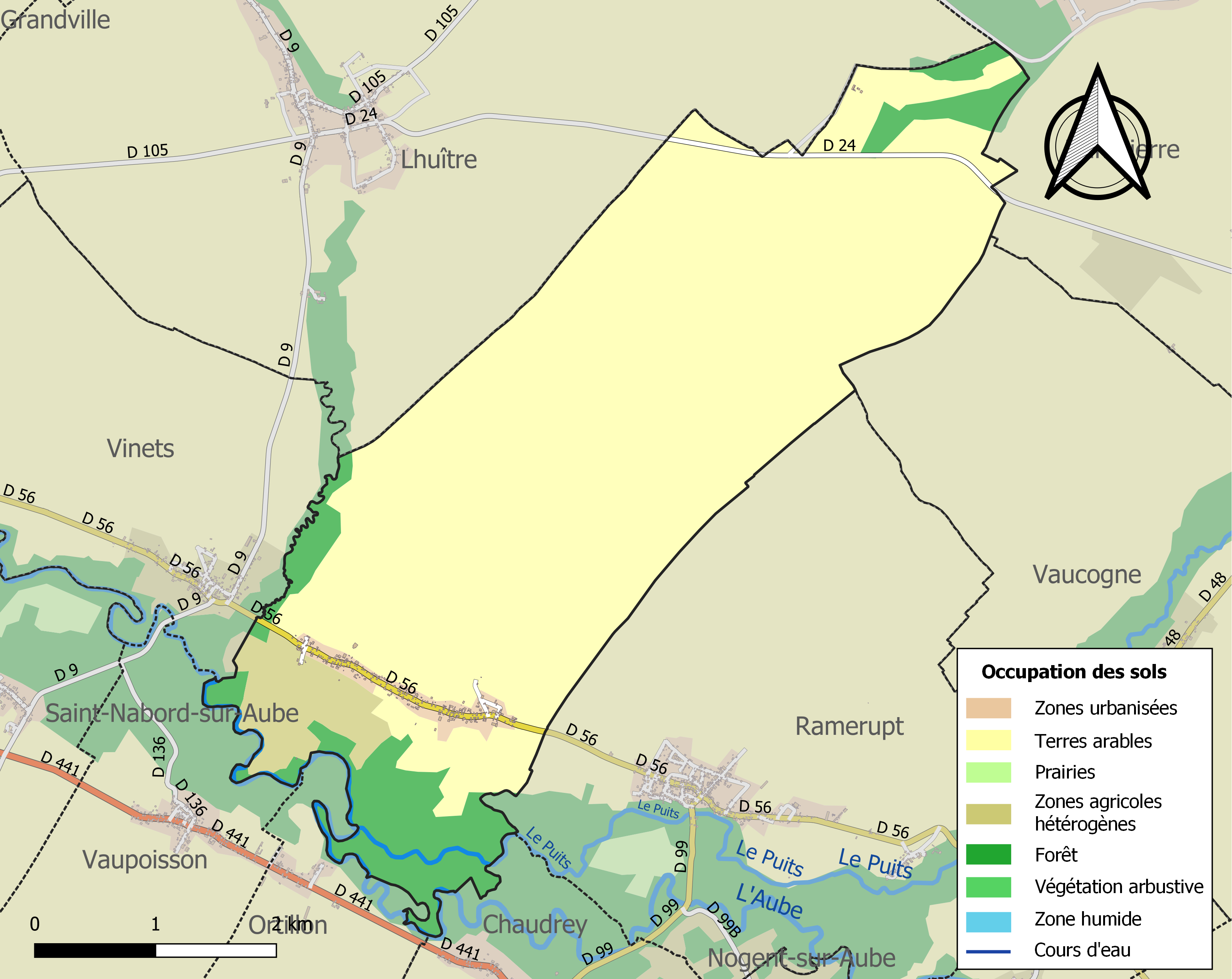
Carte des infrastructures et de l'occupation des sols de la commune en 2018 (CLC).

## Histoire
- Aubigny : le fief d'Aubigny est du même seigneur que Ramerupt.
- Isle : la seigneurie était à la maison de Brienne au moins à partir de 1229 quand Erard Ier de Ramerupt et ce jusqu'à la Révolution.

En 1789, Aubigny et Isle-sous-Ramerupt relevaient de l'intendance et de la généralité de Châlons, de l'élection de Troyes et du bailliage de Chaumont.
En 1965, Aubigny fusionne avec Isle-sous-Ramerupt pour former Isle-Aubigny.

## Politique et administration
| Période                                  | Période  | Identité                                         | Étiquette | Qualité     |
| ---------------------------------------- | -------- | ------------------------------------------------ | --------- | ----------- |
| mars 2001                                | 2008     | M. Gérard Moreaux                                |           |             |
| mars 2008                                | En cours | M. Didier Poirson Réélu pour le mandat 2020-2026 | DVD       | Agriculteur |
| Les données manquantes sont à compléter. |          |                                                  |           |             |

## Démographie
L'évolution du nombre d'habitants est connue à travers les recensements de la population effectués dans la commune depuis 1793. Pour les communes de moins de 10 000 habitants, une enquête de recensement portant sur toute la population est réalisée tous les cinq ans, les populations de référence des années intermédiaires étant quant à elles estimées par interpolation ou extrapolation. Pour la commune, le premier recensement exhaustif entrant dans le cadre du nouveau dispositif a été réalisé en 2004.

En 2022, la commune comptait 171 habitants, en évolution de −7,07 % par rapport à 2016 (Aube : +0,7 %, France hors Mayotte : +2,11 %).
| 1793 | 1800 | 1806 | 1821 | 1831 | 1836 | 1841 | 1846 | 1851 |
| ---- | ---- | ---- | ---- | ---- | ---- | ---- | ---- | ---- |
| 323  | 348  | 384  | 366  | 372  | 379  | 351  | 312  | 315  |

| 1856 | 1861 | 1866 | 1872 | 1876 | 1881 | 1886 | 1891 | 1896 |
| ---- | ---- | ---- | ---- | ---- | ---- | ---- | ---- | ---- |
| 299  | 287  | 264  | 251  | 239  | 227  | 225  | 212  | 201  |

| 1901 | 1906 | 1911 | 1921 | 1926 | 1931 | 1936 | 1946 | 1954 |
| ---- | ---- | ---- | ---- | ---- | ---- | ---- | ---- | ---- |
| 197  | 167  | 140  | 131  | 125  | 148  | 138  | 115  | 133  |

| 1962 | 1968 | 1975 | 1982 | 1990 | 1999 | 2004 | 2006 | 2009 |
| ---- | ---- | ---- | ---- | ---- | ---- | ---- | ---- | ---- |
| 118  | 190  | 172  | 145  | 152  | 142  | 145  | 147  | 155  |

| 2014 | 2019 | 2022 | - | - | - | - | - | - |
| ---- | ---- | ---- | - | - | - | - | - | - |
| 180  | 169  | 171  | - | - | - | - | - | - |

## Lieux et monuments
Les deux églises paroissiales d'Isle-Aubigny dédiées à saint Martin (église d'Isle-sous-Ramerupt avant 1965) et saint Fiacre (église d'Aubigny avant 1965).
L'église Saint Fiacre d'Aubigny est érigée sur des substructions du XIIe siècle. Chœur et chapelle sud sont du XVIe siècle; travée nord du XVIIe siècle  nef et tour du XVIIIe siècle. Elle possède des verrières comme la baie 4 qui est une grisaille avec des armoiries, donateur et une sainte Marte, la baie 0  du XVIe siècle. Des peintures monumentales. une Marie à l'enfant du XVe siècle. Elle dépendait de la paroisse de Vinets donc au doyenné d'Arcis.
L'autre église est l'église Saint-Martin.